# Hösacker
Hösacker ist ein Gemeindeteil der Gemeinde Weng im Landkreis Landshut in Bayern.

## Geografie
Das Dorf Hösacker liegt direkt zwischen dem Landkreisdreieck Landshut, Dingolfing-Landau und Straubing-Bogen.
Zusammen mit den Dörfern Weng, Hörmannsdorf, Hinzlbach, Veitsbuch, Raffach, Leinbach gehört es zur Gemeinde Weng (Verwaltungsgemeinde Wörth an der Isar). Mit 234 Einwohnern zur Volkszählung 1987 war Hösacker die größte Ortschaft der früheren Gemeinde Veitsbuch.
Weitere Nachbardörfer sind Mühlhausen (Mengkofen), sowie Dreifaltigkeitsberg (Landkreis Dingolfing-Landau).
Mit seinen 478 m ü. M. befindet es sich auf einer kleinen Bergkuppel zwischen dem Isartal und dem Aiterachtal.
Umgeben ist das Dorf von landwirtschaftlich genutzten Feldern sowie Nadelwäldern.
Hösacker hat etwa 250 Einwohner.

## Geschichte
- 1806 Gutsherr Josef von Ernestie aus Hörmansdorf verkaufte Teile seiner Waldgrundstücke und ließ die Leute darauf wohnen. Der erste Hösackerer war ein herumziehender Zinngießer mit Namen Heller.
- 1809 Johann Dörr (später Hiebl) war die erste Geburt in Hösacker (23. Mai).
- 1810 standen bereits 20 Hütten.
- 1816 kaufte Graf Karl Arco von Oberköllnbach die Kolonie. Dabei blieben sechs Familien im alten Verband – dieser wurde seit 1881 Freihausen genannt. Sie gehörten dem Gerichtshalter Kilian Edelbacher.
- 1840 Franz Winzinger errichtet eine Bierschenke (später Gasthaus Weber).
- 1876 Gründung der Freiwilligen Feuerwehr Veitsbuch
- 1860 wurde eine Kapelle errichtet, die den Namen Kapelle Maria Immaculata trägt. Die neugotische Kapelle besitzt eine markante rote Außenfassade.
- 1928/29 Hösacker bekommt einen Stromanschluss sowie eine zentrale Wasserversorgung. Somit haben die 30 m tiefen Einzelbrunnen ausgedient.
- 1953 (18. Juli) wütete ein Hagelunwetter. Sämtliche Häuser hatten starke Hagelschäden. Um die entstandenen Holzschäden aufzuarbeiten, wurde eigens ein Sägewerk in Dreifaltigkeitsberg errichtet.
- 1964 erhielt Hösacker eine Asphaltstraße.

Seit der Gebietsreform 1971 gehört Hösacker zur Gemeinde Weng im Landkreis Landshut. Zuvor war es auf drei Gemeinden und zwei Landkreise aufgeteilt.

## Ortsvereine
- Freiwillige Feuerwehr Veitsbuch, Gründungsjahr: 1876
- Glöckerlverein Hösacker, Gründungsjahr: 1961
- Holzlandschützen Hösacker, Gründungsjahr: 1980 (der Verein existierte bereits von 1948 bis 1964)
- Motorradfreunde Hösacker, Gründungsjahr: 1986